# Komstaaldraadborstel
Een komstaaldraadborstel is een stuk gereedschap dat bestaat uit een metalen kom met aan de rand korte stevige staaldraden. Aan de gesloten kant van de kom zit een stift of een draadeind. De borstel met stift kan in de boormachine. Het model met draadeind wordt in het draadgat van de haakse slijper gedraaid. Beide worden gebruikt om ijzer en staal mechanisch te ontdoen van roest of oude verf van metalen voorwerpen te halen, zoals dat ook handmatig met een staalborstel kan.